# Contrabando de pasiones

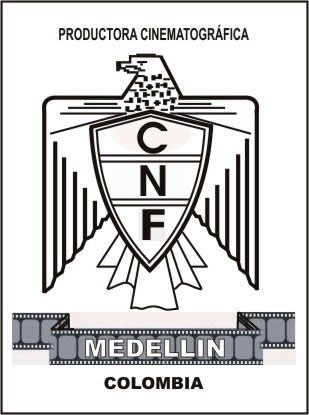
Logo CNF

Contrabando de pasiones es una película colombiana del año 1961.

## Sinopsis
Drama sobre una banda de contrabandistas en las costas de Santa Marta, en Colombia. Trío amoroso, discrepancias sobre las actividades de la banda y su desarrollo con una emboscada en la noche, donde se dispara a una sombra que resulta ser la persona equivocada.

## Rodaje
Fue la primera película realizada por la Productora Cinematográfica Colombia National Films, de Medellín, Fundada por los hermanos Carlos y Felisa Ochoa y el alemán Alejandro Kerk. Posteriormente, se incorporaría Enrique Gutiérrez y Simón, como Director Técnico.

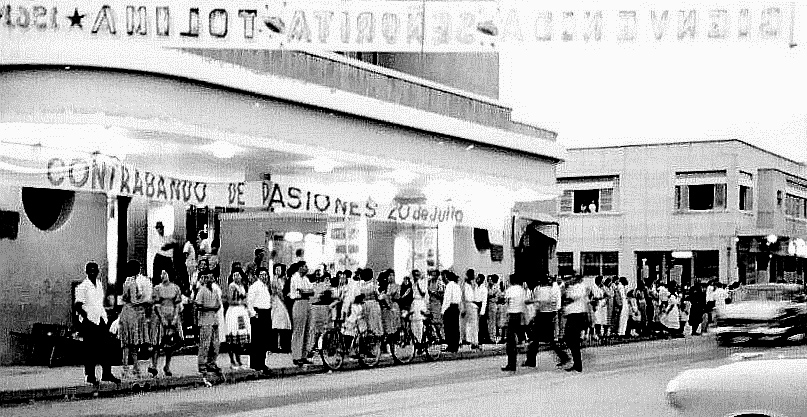
Expectación a las puertas del cine en el preestreno de la película Contrabando de Pasiones.

La película se desarrolla íntegramente en Santa Marta y se estrenó en las Fiestas del Mar de esa ciudad, el 20 de julio de 1961, no sin incidentes, al haberse averiado uno de los proyectores en el cine, donde estaban invitadas todas las autoridades de la ciudad y otros cientos de personas relevantes.
Cuando Enrique Gutiérrez y Simón, se incorporó a la Productora como Director Técnico, la película ya había terminado su rodaje y estaba en fase de postproducción, por lo que a Gutiérrez le correspondió preparar todo lo correspondiente a la Foto Fija y al Preestreno en Santa Marta. La película se estrenó y exhibió normalmente a partir de ese día, realizando su estreno en Bogotá y luego entrando en el circuito normal de exhibición.
Fue la primera película colombiana que participó en el Festival Internacional de Cine de Cartagena de Indias.

## Memoria fotográfica
Algunas fotografías tomadas durante el preestreno de la película:

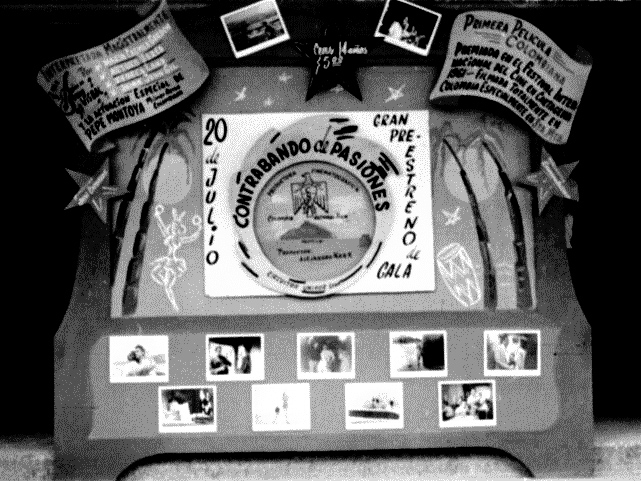
Cartelera con foto fija del rodaje de la película Contrabando de Pasiones, expuesta en el cine el día de su preestreno.
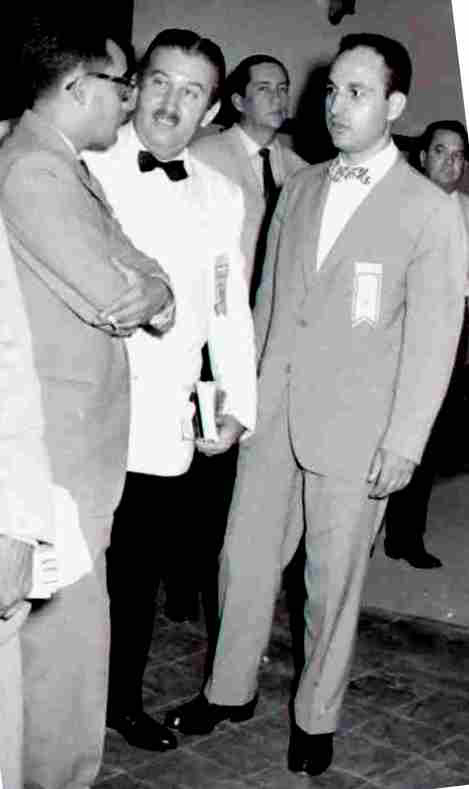
El Productor Enrique Gutiérrez y Simón, junto al director de la película, Alejandro Kerk
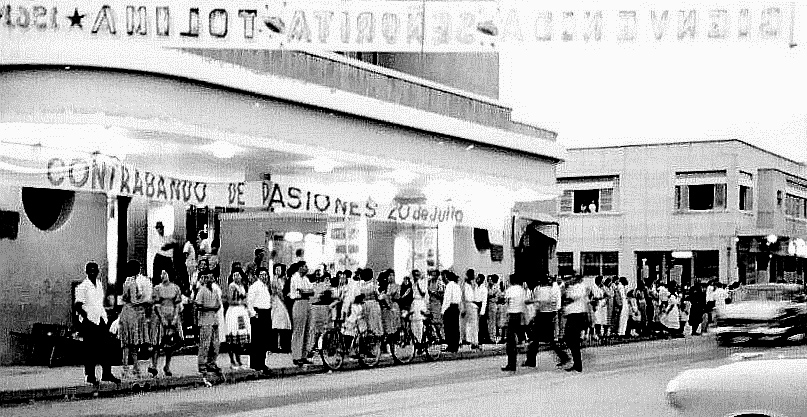
Expectación a las puertas del cine en el preestreno de la película Contrabando de Pasiones.

- Datos: Q16491423